# Museo d'arte moderna di Bologna
Il Museo d'Arte Moderna di Bologna (conosciuto anche con l'acronimo MAMbo) è un museo d'arte moderna di Bologna. Inaugurato nel 2007, ha sede nell’edificio storico dell’ex Forno del Pane.

## Storia
La storia del MAMbo - Museo d'Arte Moderna di Bologna è indissolubilmente legata alla Galleria d'Arte Moderna di Bologna, Istituzione che ha dato le origini all'attuale museo e sulla quale poggiano le basi della ricerca, del progetto e del dibattito culturale tuttora in evoluzione.

### Dalla donazione alla Galleria
La contessa Nerina Armandi Avogli nel 1916 donò al Comune di Bologna una prestigiosa villa situata nell'elegante quartiere Saragozza, Villa delle Rose, affinché vi venisse istituita “una galleria d'arte moderna”. Aperta al pubblico nel 1925, la Galleria esponeva principalmente opere del XIX secolo, per poi ri-orientarsi alla pittura novecentesca su impulso del direttore Guido Zucchini.
All'avvicinarsi del fronte di guerra a Bologna, tra il 1941 e il 1946 le opere vennero ricoverate in depositi e la Villa viene dapprima adibita ad ospedale e in seguito a  comando militare.
Ripresa l'attività espositiva nel dopoguerra, il nuovo direttore Francesco Arcangeli, noto esponente della cultura bolognese, avviò un'importante campagna di acquisti di opere d'arte contemporanea. Nel 1969 il Comune deliberò il trasferimento della Galleria nel nascente quartiere fieristico. La nuova sede della GAM iniziò ad essere edificata nel 1970 su un progetto di Leone Pancaldi.

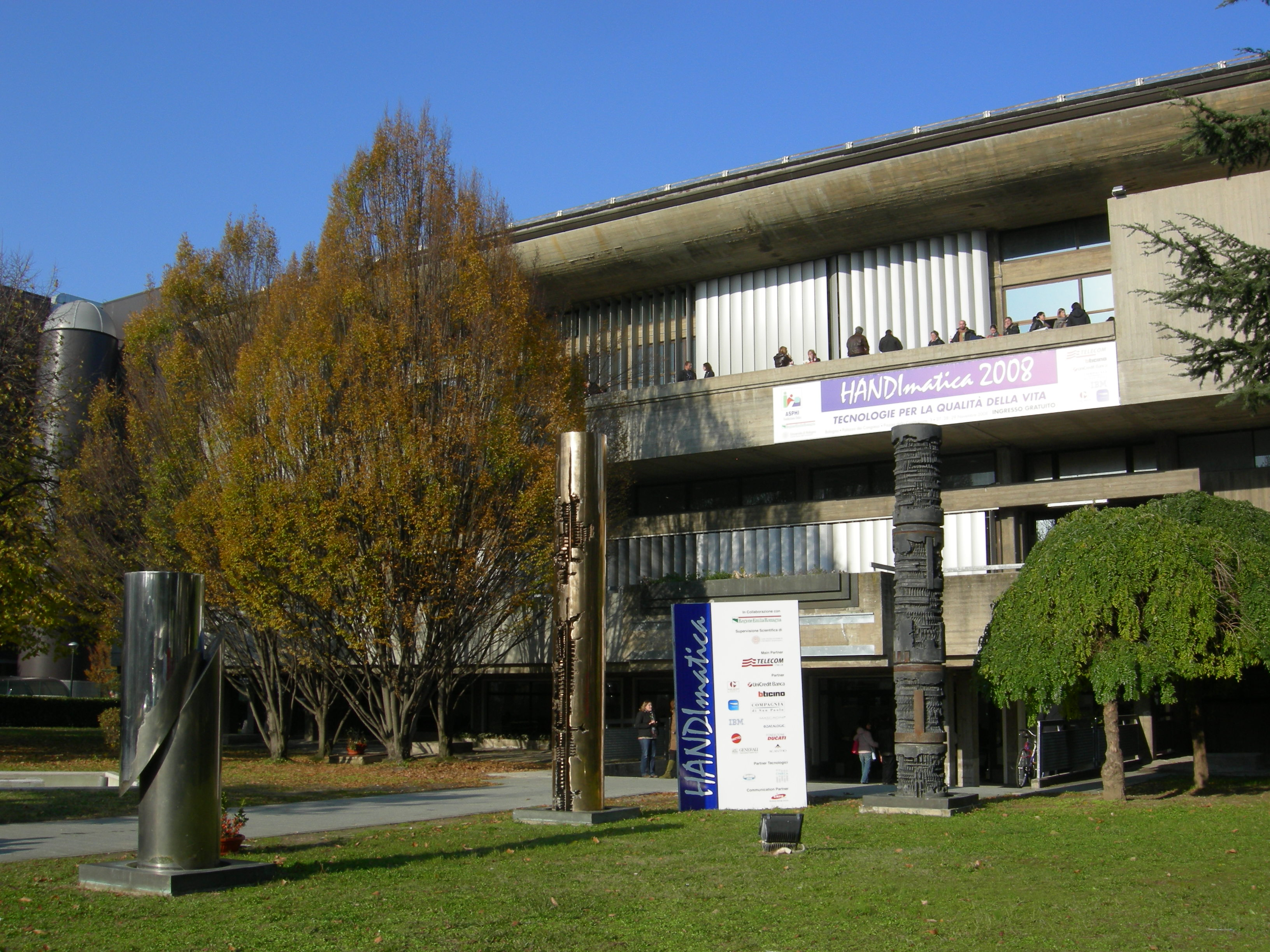
L'edificio che ospitava la GAM presso il quartiere fieristico di Bologna

### La sede nelFiera District
Nel 1975 la GAM inaugurò la nuova sede in piazza della Costituzione, nel Fiera District. Il patrimonio della GAM fu sempre più incrementato, soprattutto nel 1991 quando la sorella di Giorgio Morandi, Maria Teresa, donò al Comune di Bologna un ingente numero di opere del fratello, trasferite due anni al nuovo Museo Morandi, sede distaccata della GAM a Palazzo D’Accursio. Nel 1997 venne attivato all'interno della Galleria lo "Spazio Aperto", un luogo riservato alla sperimentazione e ad artisti emergenti.

### La nascita di MAMbo - Museo d'Arte Moderna di Bologna
Il 5 maggio 2007 venne inaugurata la nuova sede in via Don Minzoni, a seguito di un importante progetto di recupero di un'ampia zona nel quartiere Porto, rinominata "Manifattura delle Arti", comprendente il Museo d'Arte Moderna di Bologna (nell'ex Forno del Pane), la facoltà del Dipartimento Musica e Spettacolo (nell'ex Manifattura Tabacchi), la Cineteca (nell'ex Macello) e il Cassero (nell'ex Salara).
A seguito degli eventi sismici del 2012, il Museo Morandi è stato anch'esso trasferito nell'ex Forno del Pane che ospita il MAMbo, in attesa di collocarlo in una sede autonoma già individuata, nello stesso distretto, nella Palazzina Magnani in via Azzo Gardino, acquistata dal Comune nel 2020 a questo scopo.
Il 1 gennaio 2013 la nuova Istituzione Bologna Musei riunisce tutti i musei civici della città. L'Istituzione raggruppa le sedi museali del Comune in sei diverse aree tematiche. All'Area Arte Moderna e Contemporanea afferiscono il MAMbo, il Museo Morandi, Casa Morandi, il Museo per la Memoria di Ustica e la sede espositiva di Villa delle Rose. Inizialmente la direzione dell'Istituzione Bologna Musei e dell'Area Arte moderna e contemporanea erano in capo alla stessa figura (Gianfranco Maraniello fino al 2015, Laura Carlini Fanfogna nel 2015 - 2016), ma nel 2017 i due ruoli vengono separati e la direzione dell'Area Arte Moderna e Contemporanea viene conferita, in seguito a una procedura selettiva pubblica, a Lorenzo Balbi, attuale direttore del MAMbo.
Dal luglio 2022 il museo è gestito dal Settore Musei Civici Bologna.

## L'edificio

### Dal panificio alle successive trasformazioni d'uso
Una prima sezione dell'edificio viene costruita nel 1915 dal Sindaco di Bologna Francesco Zanardi con la funzione di panificio comunale per assolvere alle difficoltà di approvvigionamento dei cittadini bolognesi nel corso della prima guerra mondiale. Negli anni quaranta del novecento lo stabile viene ampliato e ospita l’Ente Autonomo dei Consumi fino alla sua definitiva chiusura nel 1958. Nel corso degli anni l'edificio attraversa varie trasformazioni fino al definitivo recupero architettonico atto a trasformarlo in museo.

### Il progetto di recupero
La trasformazione e la conversione del vecchio panificio nella nuova sede del MAMbo - Museo d'Arte Moderna di Bologna prende avvio nella seconda metà degli anni Novanta. Il progetto di recupero si attua attraverso il rispetto e la valorizzazione delle caratteristiche architettoniche preesistenti. Il restauro viene realizzato dal Comune di Bologna tramite la società Finanziaria Bologna Metropolitana con la collaborazione dello Studio Arassociati di Milano rielaborando un progetto ideato da Aldo Rossi.

### La sede del MAMbo - Museo d'Arte Moderna di Bologna
A restauro ultimato l'Ex forno del Pane vede una distribuzione su tre piani. Nell'ampio ingresso al pian terreno si affacciano il Foyer e la Sala delle Ciminiere, completa degli originari camini del vecchio panificio, ora adibita a spazio per le esposizioni temporanee. Sono allo stesso piano Bar/Ristorante e il bookshop, accessibili entrambi anche dal portico esterno. Il livello più basso è condiviso dal Dipartimento educativo e dalla Sala Conferenze, interrati in un lato e con affaccio sul giardino del Cavaticcio e Manifattura delle Arti dall'altro. La Biblioteca-emeroteca d’arte contemporanea è raggiungibile al piano ammezzato. L'intero primo piano è riservato alle sale espositive della Collezione Permanente del MAMbo e del Museo Morandi. Negli altri piani trovano posto gli uffici, i depositi e le aree di servizio del museo. Il MAMbo è collegato esternamente al complesso della Manifattura delle Arti attraverso il giardino del Cavaticcio.

## Collezione permanente
Le raccolte ereditate dal MAMbo si sono formate dalla fine del XVIII secolo grazie ai premi istituiti presso l'Accademia di Belle Arti e dal Comune e si sono accresciute nel corso del tempo con lasciti, donazioni, acquisti. Dall'apertura del MAMbo, avvenuta il 5 maggio 2007, l'esposizione permanente propone al pubblico un’interpretazione dell’arte italiana attraverso la storia della GAM e le successive acquisizioni, dagli anni Cinquanta fino agli sviluppi più recenti. L'incremento del patrimonio ha ricevuto un notevole impulso, negli ultimi anni, grazie all'istituzione di premi banditi dal MIC, come Italian Council e Cantica21, che hanno permesso al MAMbo di acquisire numerose opere di artisti già molto noti o emergenti. Ulteriori integrazioni al percorso espositivo, che si articola in diverse aree tematiche, sono consentite da comodati concessi da soggetti privati.

## Attività espositiva
Attraverso un’intensa attività espositiva il MAMbo esplora il presente e contribuisce a tracciare nuove vie dell’arte seguendo le più innovative pratiche di sperimentazione. La Sala delle Ciminiere, situata al piano terra è il luogo privilegiato per la ricerca sulle nuove generazioni di artisti italiani e internazionali, sui media sperimentali e su nomi emergenti non ancora presentati in Italia, con una particolare attenzione, da parte del museo, alla produzione di nuove opere. Tutte le mostre temporanee allestite, ampie monografiche e collettive di artisti italiani e internazionali, si sviluppano in una prospettiva aperta alla ricerca e alla dialettica tra le opere e il contesto espositivo. La Project Room, negli spazi della collezione permanente, ospita focus espositivi dedicati alle dinamiche artistiche del territorio bolognese e regionale e mostre di approfondimento su temi legati alle collezioni. Dal 2016 la sede esterna di Villa delle Rose ospita, oltre a collettive e monografiche organizzate in collaborazione con istituzioni straniere, le mostre degli artisti vincitori del progetto di residenza ROSE.
Il MAMbo (Museo d'Arte Moderna di Bologna) è un'importante istituzione culturale che racconta la storia dell'arte contemporanea, in particolare quella italiana, attraverso una collezione ricca e diversificata. Fondato nel 2007, il museo si trova in un'area che ha una lunga tradizione artistica e culturale, ospitato in un ex stabilimento industriale. Il MAMbo è uno dei centri di riferimento per l'arte contemporanea in Italia, grazie alla sua straordinaria collezione permanente e alle numerose mostre temporanee che ne arricchiscono l'offerta.
La collezione permanente del MAMbo include opere di grandi maestri dell'arte italiana del Novecento, come Lucio Fontana, Giorgio Morandi, Renato Guttuso, e Enrico Castellani, che hanno contribuito a definire il panorama dell'arte moderna. Il museo, però, non si limita a preservare il passato, ma si impegna anche a documentare le tendenze più recenti, con opere di artisti contemporanei che esplorano temi come la percezione, la memoria, la politica e la tecnologia. Tra gli artisti più rappresentati nel museo figurano Michelangelo Pistoletto, Paolo Masi, Vittorio Messina e Marco Bagnoli.
Il MAMbo è anche un luogo di sperimentazione, dove la ricerca artistica si intreccia con progetti educativi e di formazione. Organizza regolarmente mostre temporanee che esplorano nuovi linguaggi e forme artistiche, come installazioni, performance e videoarte, mantenendo il museo un punto di connessione tra il pubblico e le espressioni più innovative della cultura visiva contemporanea.
Oltre alle mostre, il MAMbo promuove anche attività educative, workshops e conferenze, per favorire l'interazione tra arte e pubblico e stimolare il dibattito sulla creatività e sulle sfide del mondo contemporaneo. Con il suo ampio programma, il MAMbo è diventato un importante centro di cultura visiva a Bologna e un punto di riferimento per gli appassionati di arte moderna e contemporanea.